# Christina Plessen
Christina Plessen (* 21. Oktober 1987 in Bad Oldesloe) ist eine ehemalige deutsche Fußballspielerin.

## Karriere

### Vereine
Im Sommer 2005 wechselte Plessen von ihrem Heimatverein FFC Oldesloe 2000 zum Zweitligisten Holstein Kiel, wo sie umgehend zur Stammspielerin wurde. Zur Saison 2006/07 schloss sie sich dem Bundesligisten Hamburger SV an, für den sie in zwei Jahren zu 34 Bundesligaspielen kam. In der Spielzeit 2008/09 lief Plessen für den 1. FFC Frankfurt auf, konnte sich dort jedoch schlussendlich nicht entscheidend durchsetzen. In der Hinrunde der Saison 2009/10 absolvierte sie noch einen Kurzeinsatz für den Regionalligisten TSV Jahn Calden.

### Nationalmannschaft
Von 2002 bis 2008 spielte Plessen für die deutschen Juniorinnen-Nationalmannschaften in den Altersstufen U-17 bis U-23.